# Catherine Marchal
Catherine Marchal, nata Catherine Françoise Marie Quiniou (Parigi, 3 maggio 1967), è un'attrice francese.

## Biografia
Nel 1995 sposa il regista Olivier Marchal, con il quale ha avuto quattro figli. La coppia si è separata nel 2015.

## Filmografia parziale

### Cinema
- Gangsters, regia di Olivier Marchal (2002)
- 36 Quai des Orfèvres, regia di Olivier Marchal (2004)
- L'ultima missione (MR 73), regia di Olivier Marchal (2008)
- Diamond 13 (Diamant 13), regia di Gilles Béhat (2009)
- Rogue City (Bronx), regia di Olivier Marchal (2020)

### Televisione
- Section Zéro – serie TV, 8 episodi (2016)
- I colori del crimine (Les Saisons meurtrières) – miniserie TV, 1 puntata (2017)
- Cherif – serie TV, 6 episodi (2017-2018)
- On va s'aimer un peu, beaucoup – serie TV, 16 episodi (2017-2019)
- Delitto a... (Meurtres à…) – serie TV, episodi 9x07-10x02 (2022-2023)
- Astrid e Raphaëlle (Astrid et Raphaëlle) – serie TV, episodio 4x08 (2023)